# 斗宿三
宿三，其拜耳命名法為人馬座μ(μ Sgr)。在中國傳統天文學中屬於玄武、斗宿、南斗六星之一。这个恒星虽然目视波段亮度不高，但其实却是南斗六星中实际光度最大的一个，该星距离远至3600光年且处于星际尘埃浓密的区域内，导致目视波段亮度大幅降低。视星等仅有4等，实际上这颗恒星是一个非常大的超巨星，半径是著名蓝超巨星参宿七的1.5倍，约为120个太阳半径。该星总辐射能量预计为太阳的22.5万倍，从辐射能量估计该星质量在22-26个太阳质量之间.这个恒星的绝对目视星等约为-7.8，如果没有尘埃遮蔽，它将是一个2等星.该星有多颗伴星，其中最主要的是一个B1-2型的高温恒星。尽管这个伴星也是一个大型的恒星，拥有10个太阳质量。但是在超巨星主星的光芒下，伴星难以观测。